# August Grothaus
August Grothaus (* um 1812; † nach 1841) war ein deutscher Genre- und Porträtmaler der Düsseldorfer Schule.

## Leben
Aus Barmen kommend studierte Grothaus in den Jahren 1833 bis 1839 an der Kunstakademie Düsseldorf Malerei. Dort war er Schüler von Theodor Hildebrandt. Ab 1835 stellte er in Düsseldorf aus. 1837 und 1841 beschickte er Ausstellungen des Kunstvereins Leipzig. Er schuf Bildnisse und Gemälde mit Titeln wie Wildschütze, Kreuzfahrer und Abendgebet der Schnitter.